# Kauza ROP Jihozápad
Kauza ROP Jihozápad je česká politická kauza týkající se údajných machinací při rozdělování evropských dotací z regionálního operačního programu v regionu Jihozápad. Policií ČR bylo prošetřováno problematické přidělování dotací a hodnocení projektů v páté výzvě ROP, v níž se rozdělovalo 3,8 miliardy korun. Podle serveru Aktuálně.cz je v pozadí kauzy Pavel Dlouhý, označovaný za krajského kmotra.

## Chronologie
Již v roce 2008 zhruba padesátka jihočeských starostů napadla peticí systém přidělování dotací pro údajné machinace. V listopadu 2009 policejní Útvar odhalování korupce a finanční kriminality SKPV informoval vedení Regionální rady regionu soudržnosti Jihozápad a Ministerstvo financí ČR o závažných nesrovnalostech v procesu hodnocení projektů. Koncem roku 2009 zahájil Útvar odhalování korupce a finanční kriminality SKPV prověřování na Úřadě regionální rady regionu soudržnosti Jihozápad – policie si na úřadě vyžádala některé dokumenty a některé osobní počítače a prověřovala také několik firem zabývající se přípravou žádostí o peníze z Bruselu. Ministerstvo financí proto v únoru 2010 doporučilo zastavit proces uzavírání smluv s úspěšnými žadateli a udělat nové hodnocení a výběr projektů 5. výzvy a následujících výzev.
Dne 15. března 2010 policie obvinila JUDr. Jiřího Trnku, ředitele Úřadu regionální rady regionu soudržnosti Jihozápad, a Martina Půlpytla, vedoucího územního odboru implementace programu České Budějovice téhož úřadu, z několika trestných činů spáchaných ve spolupachatelství, a to ze zneužívání pravomoci veřejného činitele, pletichy při veřejné soutěži a veřejné dražbě a poškozování zájmů Evropských společenství. Trestných činů se podle policie dopustili ve stádiu pokusu, bylo zahájeno jejich stíhání. Jiří Trnka byl následně 17. března vzat do vyšetřovací vazby, z níž byl propuštěn 1. června 2010. Výbor Regionální rady regionu soudržnosti Jihozápad v květnu 2010 zrušil své usnesení z listopadu 2009, kterým schválil podpořit všech 177 úspěšných žádostí, a rozhodl, že nechá všech 630 přihlášených projektů do konce září znovu posoudit (po přehodnocení získalo dotaci 140 projektů – Ze 70 % byly schváleny stejné projekty). Po dobu vyšetřovací vazby setrvával Jiří Trnka ve funkci ředitele Úřadu, neboť jej podržela jihočeská ODS. Až 21. června 2010 se Trnka dohodl na své rezignaci s dosavadní předsedkyní Regionální rady a plzeňskou hejtmankou Miladou Emmerovou (ČSSD), která jeho rezignaci požadovala několik týdnů.
Dne 9. března 2011, tedy zhruba měsíc před očekávaným předáním případu Vrchnímu státnímu zastupitelství v Praze, Jiří Trnka obvinil Petra Podholu, bývalého tajemníka jihočeského hejtmana, z ovlivňování při rozdělování peněz jednotlivým projektům, což Trnka dokládá dva roky starou nahrávkou rozhovoru mezi ním a Podholou, kterou má deník MF Dnes.
Vrchní státní zastupitelství v Praze podalo 29. září 2011 na Jiřího Trnku a Martina Půlpytla obžalobu pro podezření z trestných činů zneužití pravomoci úřední osoby, pletichy při zadání veřejné zakázky a při veřejné soutěži a poškozování finančních zájmů Evropského společenství, nesprávným použitím finančních prostředků měli způsobit škodu dosahující 3,3 miliardy korun. V případě odsouzení oběma obviněným hrozíl trest vězení až na 12 let.
V července 2012 Městský soud v Praze Trnku a Půlpytla zprostil obžaloby, ale tento rozsudek zrušil Vrchní soud. V září 2013 pražský městský soud uložil Jiřímu Trnkovi a Martinu Půlpytlovi tříleté podmíněné tresty za machinace s evropskými penězi a zakázal jim pracovat s dotacemi.

## Hlavní aktéři kauzy
- JUDr. Jiří Trnka (* 11. dubna 1979) – právník z Hluboké nad Vltavou, od března 2007 do června 2010 ředitel Úřadu Regionální rady regionu soudržnosti Jihozápad (předtím pracoval jako vedoucí oddělení řízení grantů a projektů na Odboru regionálního rozvoje a evropské intagrace Krajského úřadu), od 15. března 2010 stíhán policií, 9. března 2011 MF Dnes zveřejnila jeho tvrzení, že ve své funkci v roce 2009 čelil nátlaku Petra Podholy, aby při rozdělování dotací zvýhodnil firmy spřízněné s politiky z ČSSD[8] V září 2013 byl odsouzen k tříletému podmíněnému tresty za machinace s evropskými penězi a k zákazu pracovat s dotacemi na pět let.[11]
- Bc. Martin Půlpytel (* 31. května 1978) – projektový manažer z Libníče, od června 2008 do června 2010 vedoucí územního odboru implementace programu České Budějovice Úřadu Regionální rady regionu soudržnosti Jihozápad, od 15. března 2010 stíhán policií. V září 2013 byl odsouzen k tříletému podmíněnému tresty za machinace s evropskými penězi a k zákazu pracovat s dotacemi na č roky.[11]
- Ing. Pavel Dlouhý (* 5. července 1953) – podnikatel a politik ODS z Hluboké nad Vltavou. Firmy, v nichž je zastoupen přímo Dlouhý (např. České lesy, kde je předsedou dozorčí rady) nebo jeho dlouholetí spolupracovníci a kamarádi (MANE, Agriprod), Temelína, Rybářské slavnosti, oprava tenisové haly v Hluboké)[12]
- Mgr. Petr Podhola (* 9. 6. 1982) – politik ČSSD z Českých Budějovic, v současnosti náměstek primátora Českých Budějovic, do roku 2010 tajemník hejtmana Jihočeského kraje. V roce 2009 měl ve funkci tajemníka hejtmana vyvíjet nátlak na Jiřího Trnku, aby při rozdělování dotací zvýhodnil firmy spřízněné s politiky z ČSSD[8]